# Matthias Liebers
Matthias Liebers (* 22. listopadu 1958, Lipsko) je bývalý východoněmecký fotbalista, záložník, reprezentant Východního Německa (NDR).

## Fotbalová kariéra
Hrál za 1. FC Lokomotive Leipzig. Ve východoněmecké oberlize nastoupil ve 321 ligových utkáních a dal 37 gólů. S 1. FC Lokomotive Leipzig vyhrál třikrát východoněmecký fotbalový pohár. Po sjednocení Německa pokračoval ve stejném klubu pod novým názvem VfB Leipzig, v Bundeslize nastoupil ve 25 utkáních a dal 1 gól. V Poháru vítězů pohárů nastoupil ve 23 utkáních a dal 1 gól a v Poháru UEFA nastoupil ve 20 utkáních a dal 3 góly. Za reprezentaci Východního Německa (NDR) nastoupil v letech 1980-1988 v 59 utkáních a dal 3 góly. V roce 1980 byl členem stříbrného týmu za LOH 1980 v Moskvě, nastoupil ve všech 6 utkáních.

## Ligová bilance
| Ročník                | Zápasy | Góly | Klub                     |
| --------------------- | ------ | ---- | ------------------------ |
| I. liga 1976/77       | 1      | 0    | 1. FC Lokomotive Leipzig |
| I. liga 1977/78       | 10     | 1    | 1. FC Lokomotive Leipzig |
| I. liga 1978/79       | 24     | 3    | 1. FC Lokomotive Leipzig |
| I. liga 1979/80       | 25     | 1    | 1. FC Lokomotive Leipzig |
| I. liga 1980/81       | 24     | 3    | 1. FC Lokomotive Leipzig |
| I. liga 1981/82       | 25     | 7    | 1. FC Lokomotive Leipzig |
| I. liga 1982/83       | 26     | 3    | 1. FC Lokomotive Leipzig |
| I. liga 1983/84       | 24     | 4    | 1. FC Lokomotive Leipzig |
| I. liga 1984/85       | 24     | 1    | 1. FC Lokomotive Leipzig |
| I. liga 1985/86       | 24     | 1    | 1. FC Lokomotive Leipzig |
| I. liga 1986/87       | 24     | 6    | 1. FC Lokomotive Leipzig |
| I. liga 1987/88       | 25     | 4    | 1. FC Lokomotive Leipzig |
| I. liga 1988/89       | 23     | 1    | 1. FC Lokomotive Leipzig |
| I. liga 1989/90       | 24     | 0    | 1. FC Lokomotive Leipzig |
| I. liga 1990/91       | 18     | 2    | 1. FC Lokomotive Leipzig |
| 2. bundesliga 1991/92 | 29     | 0    | VfB Leipzig              |
| 2. bundesliga 1992/93 | 22     | 0    | VfB Leipzig              |
| Bundesliga 1993/94    | 25     | 1    | VfB Leipzig              |
| 2. bundesliga 1994/95 | 21     | 0    | VfB Leipzig              |
| 2. bundesliga 1995/96 | 2      | 0    | VfB Leipzig              |
| CELKEM I. liga        | 321    | 37   |                          |
| CELKEM Bundesliga     | 25     | 1    |                          |